# Les Trois Petits Hommes de la forêt
Les Trois Petits Hommes de la forêt (en allemand Die drei Männlein im Walde) est un conte populaire allemand qui figure parmi ceux recueillis par les frères Grimm dans le premier volume de Contes de l'enfance et du foyer (Kinder- und Hausmärchen, 1812, n° KHM 13).

## Versions
Le conte vient de Hesse, mais il est en fait la combinaison de deux histoires, dont l'une recueillie à Zwehrn.

## Résumé
Un homme veuf et une femme veuve ont l'un et l'autre une fille. Un jour, la femme dit à la fille de l'homme d'avertir son père qu'elle souhaite l'épouser. Elle précise à la fillette qu'en cas de consentement, elle aura chaque matin du lait pour se laver et du vin pour boire, tandis que sa propre fille n'aura que de l'eau pour se laver et pour boire. Le père est hésitant, car le mariage est à la fois joie et supplice. Pour se décider, il donne sa botte, dont la semelle a un trou, à sa fille, et lui demande d'aller au grenier l'accrocher à un clou, puis de la remplir d'eau : si le liquide ne s'échappe pas par le trou, alors seulement il se remariera. Aucune goutte ne s'échappe et, dès lors, les noces sont célébrées.
Le lendemain des noces, la fille de l'homme a du lait pour se laver et du vin pour boire, et la fille de la femme rien que de l'eau. Le jour suivant, les fillettes ont de l'eau toutes les deux. Le jour d'après, la fille de la femme a du lait et de l'eau, et la fille de l'homme seulement de l'eau... et cela reste ainsi chaque jour qui suit. La belle-mère commence à prendre en grippe la fille de l'homme, car celle-ci est belle et aimable, tandis que sa propre fille est laide et détestable. Alors que c'est l'hiver, elle taille une robe de papier pour sa belle-fille et l'envoie chercher des fraises dans la forêt, avec pour seule nourriture un quignon de pain. Obéissante, la fillette enfile sa robe et sort dans la neige.

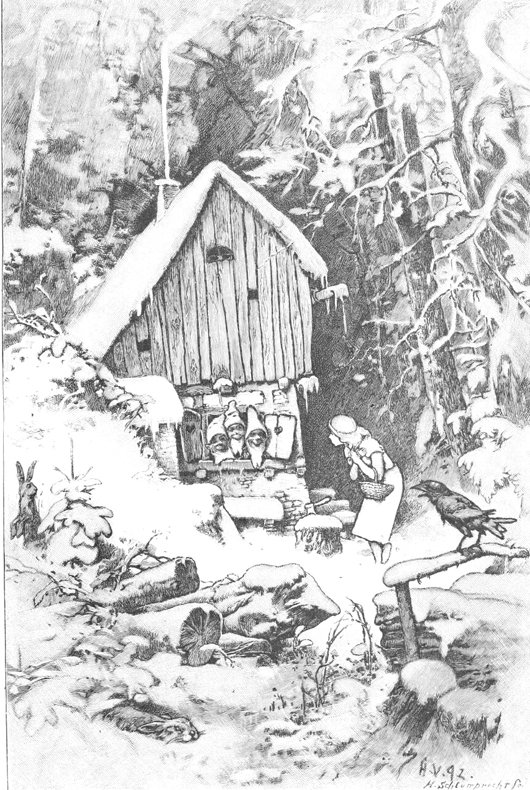
Illustration de Hermann Vogel

Arrivée dans la forêt, elle aperçoit une maisonnette et, par la petite fenêtre de celle-ci, elle voit trois petits hommes qui la regardent approcher. De loin, elle les salue poliment, avant de venir frapper à la porte. Les petits hommes lui ouvrent et lui permettent de se réchauffer. Au moment où elle se prépare à manger son quignon de pain, ses hôtes lui demandent s'ils peuvent en avoir un peu, et la fillette, généreusement, casse son croûton en deux et leur en offre la moitié. Ils l'interrogent sur ce qu'elle fait par ce froid vêtue si légèrement, et elle leur explique qu'elle doit remplir sa corbeille de fraises. Ils lui donnent ensuite un balai et lui demandent de déblayer la neige devant la porte, ce qu'elle fait aussitôt. Une fois qu'elle est sortie, les petits hommes discutent sur la façon dont ils pourraient la récompenser de sa bonne conduite. Le premier lui accorde le don d'embellir de jour en jour, le second offre qu'une pièce d'or lui sorte de la bouche à chaque parole qu'elle prononcera et, pour le troisième, un roi viendra, qui fera d'elle son épouse. Pendant ce temps, la fillette, tandis qu'elle balaye la neige derrière la maisonnette, trouve quantité de fraises, qu'elle ramasse pour en remplir sa corbeille. Après avoir remercié les petits hommes, elle s'en retourne chez elle.

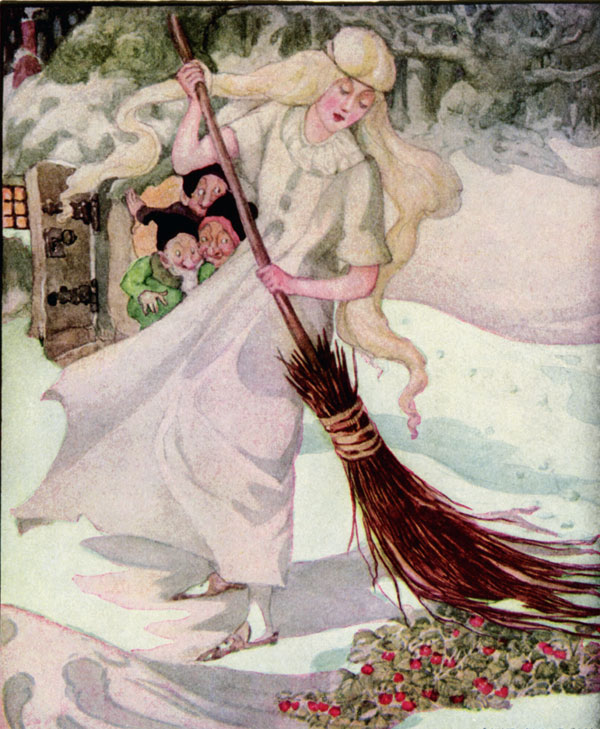
Illustration d'Anne Anderson

À la maison, dès qu'elle dit « bonsoir » à sa belle-mère, une pièce d'or lui tombe de la bouche. Elle raconte ce qui lui est arrivé et, à chaque parole qu'elle prononce, des pièces d'or lui sortent de la bouche. Sa demi-sœur est jalouse et veut elle aussi partir dans la forêt. Sa mère, cependant, craint qu'elle ne meure de froid. Comme sa fille insiste, elle lui confectionne une chaude pelisse et lui donne des tartines beurrées et des gâteaux pour la route. Dans la forêt, la fillette arrive à la petite maison, mais ne salue pas les petits hommes. Elle entre sans s'annoncer et, sans un regard pour les trois nains, va directement s'asseoir près du poêle, où elle se met à manger son pain et ses gâteaux. Les petits hommes lui demandent de partager, mais la fillette refuse, disant qu'elle n'en a pas assez pour elle. Ils lui tendent le balai, mais elle leur dit qu'elle n'est pas leur domestique. Elle se rend compte qu'elle n'a aucun don à attendre d'eux et quitte la maison. Les petits hommes se demandent alors comment la punir : le premier lui donne d'enlaidir de jour en jour, un crapaud lui tombera de la bouche à chaque parole qu'elle prononcera pour le deuxième, et du dernier, elle recevra une mort affreuse. Pendant ce temps, la fillette, au-dehors, cherche des fraises et, comme elle n'en trouve pas, elle revient chez elle.
Au moment où elle veut raconter à sa mère ce qui lui est arrivé, à chaque parole qu'elle dit, un crapaud lui tombe hors de la bouche. La marâtre, dès lors, en veut de plus en plus à la fille de son mari qui, elle, est de plus en plus belle. Elle charge la pauvre de fil, qu'elle a pris soin de cuire dans un chaudron, et d'une hache, et elle l'envoie à la rivière gelée pour y faire un trou et y mettre le fil à rouir. La fille obéit. Alors qu'elle est occupée à frapper la glace, un roi, qui par hasard passe par là dans un carrosse magnifique, s'arrête et lui demande ce qu'elle fait. Le roi s'émeut de ses explications, décide de l'emmener et, sitôt qu'ils sont arrivés au château, il l'épouse.
Un an passe, et la reine donne naissance à un fils. La marâtre l'apprend, et se rend au château. Un jour que le roi s'est absenté, elle et sa fille se saisissent de la reine, et la précipitent par la fenêtre dans le fleuve coulant en contrebas. La fille laide va alors se coucher dans le lit et, quand le roi revient, la marâtre, disant que la reine ne se sent pas bien, l'empêche de s'approcher du lit. Quand le roi revient le lendemain et converse avec celle qu'il croit être sa femme, il aperçoit des crapauds qui lui sautent de la bouche à chaque parole qu'elle dit. La même nuit, un marmiton voit, remonter par l'endroit où les eaux s'écoulent, une cane, qui demande si le roi est en train de dormir ou s'il est éveillé. Elle demande aussi ce que font les visiteuses, puis si son enfant dort. Le marmiton la rassure, et la cane reprend alors son apparence humaine, et va allaiter l'enfant. Elle reprend ensuite la forme d'une cane, et repart par où elle était venue. La même scène a lieu trois nuits de suite, puis la cane dit au marmiton d'aller dire au roi de prendre son épée et de la faire tourner par trois fois sur le seuil au-dessus d'elle. Le roi suit ces instructions et, sous ses yeux, à sa grande joie, la cane redevient sa femme, vive, fraîche et saine, telle qu'elle était auparavant.
Le roi cache la reine dans une pièce secrète jusqu'au dimanche, jour où l'enfant doit être baptisé. Après le baptême, le roi demande à la marâtre ce que mérite celui qui sort quelqu'un de son lit pour le jeter à l'eau, ce à quoi la vieille répond que pareil scélérat mérite d'être mis dans un tonneau hérissé de clous, puis qu'on laisse celui-ci rouler du haut de la montagne jusque dans l'eau. Le roi lui dit que c'est là sa propre condamnation qu'elle a prononcée. Alors, il fait apporter un tonneau, y enferme la vieille ainsi que sa fille, puis, après avoir recloué le couvercle, le fait dévaler la montagne jusque dans l'eau, tout en bas.

## Classification
Dans la classification des contes-types d'Aarne et Thompson, Les Trois Petits Hommes de la forêt est rangé dans les contes de type AT 403B, « La Fiancée blanche et la Fiancée noire », et AT 480, « Les Fileuses près de la fontaine ».

## Analogies
- Morozko, conte traditionnel russe (motif de la jeune fille livrée au froid)
- La Géante dans la barque de pierre, conte islandais (motif de la fausse reine)
- Les Fées, conte français de Charles Perrault (motif des pièces d'or ou des pierres précieuses vs des crapauds sortant de la bouche des personnages)
- Les Douze mois, conte tchèque recueilli par Božena Němcová, traduit et publié en français par Alexandre Chodzko[2]. Au lieu de trois petits hommes, l'héroïne rencontre les douze mois de l'année.